# Amancjusz
Amancjusz – imię męskie pochodzenia łacińskiego (Amantius), które oznacza "kochający". Imię to nosiło kilku świętych katolickich.
Amancjusz imieniny obchodzi 8 kwietnia, 10 czerwca, 26 września i 4 listopada.